# William McCool
William Cameron McCool (23. september 1961 – 1. februar 2003) var en amerikansk testpilot og astronaut. Hans første rumfærd var som pilot på den tragiske mission STS-107 (også kaldet Columbia-ulykken), som endte med at rumfærgen Columbia desintegrerede ved genindtrædelsen i jordens atmosfære, hvorved hele besætningen om bord omkom.